# Acanthocinus orientalis
Acanthocinus orientalis là một loài bọ cánh cứng trong họ Cerambycidae.